# Myślimierz
Myślimierz (kaszb. Mëslëmiérz, niem. Friederikenhöhe) – wieś w Polsce położona w województwie pomorskim, w powiecie bytowskim, w gminie Trzebielino. 
Miejscowość wchodzi w skład sołectwa Objezierze.
W latach 1975–1998 miejscowość położona była w województwie słupskim.